# Grandstand Stadium
Grandstand Stadium – stadion tenisowy kompleksu USTA Billie Jean King National Tennis Center w Nowym Jorku, na którym od 1978 roku rozgrywany jest wielkoszlemowy turniej tenisowy US Open.
Obiekt został otwarty 29 sierpnia 2016 meczem pierwszej rundy US Open 2016 między Caroline Wozniacki i Taylor Townsend. Potocznie nazywany jest New Grandstand z racji, że zastąpił tzw. Old Grandstand. New Grandstand jest ulokowany w południowo-zachodniej części kompleksu USTA Billie Jean King National Tennis obok kortów 8, 9, 10 i zbudowany jest z paneli przeciwsłonecznych, co dodaje mu uroku architektonicznego, a wyglądem przypomina statek kosmiczny. Pojemność nowej konstrukcji zwiększyła się do 8 125 miejsc z poprzednich 5 800 co czyni ją trzecią pod względem liczby siedzeń w kampusie areną po Arthur Ashe Stadium i Louis Armstrong Stadium. Stary stadion po zakończeniu edycji turnieju 2016 został rozebrany.
Inwestycja była częścią kilkuletniego procesu przebudowy USTA Billie Jean King National Tennis Center, której łączny koszt szacowany jest na 600 mln dolarów amerykańskich.